# Roberto Quercetani
Roberto Luigi Quercetani (Firenze, 3 maggio 1922 – Firenze, 13 maggio 2019) è stato un giornalista sportivo italiano, grande esperto della storia dell'atletica leggera italiana e mondiale.

## Biografia
Il suo grande interesse per le lingue lo portò, dopo la seconda guerra mondiale, a lavorare come interprete tecnico per le forze alleate in Italia. Con la sua abilità nel parlare inglese, francese e tedesco, fu collaboratore di alcune pubblicazioni sportive straniere quali Leichathletik (Germania) e World Sport (Regno Unito). Dal 1950 al 1968 fu redattore capo della rivista statunitense Track and Field News; dal 1951 collaborò con La Gazzetta dello Sport, con La Nazione, con Atletica Leggera e con la rivista federale della FIDAL Atletica.
Nel 1948 scrisse la sua prima pubblicazione di statistiche sull'atletica leggera.
Fu tra i fondatori della Association of Track and Field Statisticians nel 1950 e presidente sino al 1968.
Nel 1994 fu tra i membri fondatori (e presidente fino al 1998) dell'Archivio Storico dell'Atletica Italiana Bruno Bonomelli.
Nel 2012 venne insignito dalla IAAF della IAAF Veteran Pin, il premio più prestigioso dell'associazione.
Quercetani è scomparso nel maggio 2019, dieci giorni dopo aver compiuto 97 anni.

## Pubblicazioni
- European Track and Field Handbook (a cura di ATFS, 1958)
- Storia dell'atletica mondiale dal 1860 ad oggi
- A World History of the Jumping Events, 1864-1964 (1964)
- The milers (con Cordner Nelson, 1985)
- Roma '87: mondiali di atletica (con Giacomo Crosa, 1987)
- The ATFS Golden Jubilee Book (con Bob Phillips, a cura di ATFS, 2000)
- A world history of sprint racing 1850-2005. The stellar events (con Gustavo Pallicca, 2006)
- Athletics. A history of modern track and field athletics (1860-2013). Men and women (2014)
- Intruing facts and figures from athletics history (1860-2014). Men & Women (2016)

## Onorificenze
- Quercia al merito atletico di 3º grado della Federazione Italiana di Atletica Leggera, 11 marzo 2015[6]